# Betty Smith (Schriftstellerin)

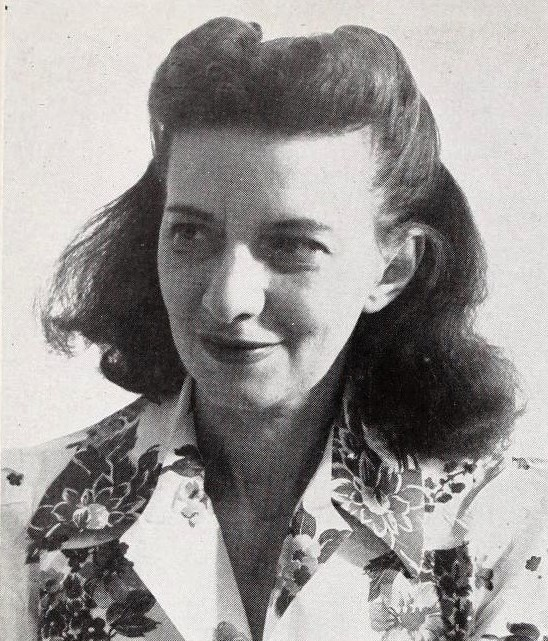
Betty Smith (1943)

Betty Smith, geboren als Elizabeth Lillian Wehner (* 15. Dezember 1896 in Brooklyn, New York; † 17. Januar 1972 in Shelton, Connecticut) war eine US-amerikanische Schriftstellerin.
Das erste und zugleich bekannteste Werk von Betty Smith ist Ein Baum wächst in Brooklyn (A Tree Grows in Brooklyn) (1943), das nicht nur die amerikanische Bestsellerliste anführte, sondern auch für den Pulitzer-Preis nominiert war. 1945 verfilmte Elia Kazan das Buch, der gleichnamige Film erhielt einen Oscar für James Dunn als Bester Nebendarsteller und einen Juvenile Award (Jugendoskar, der in der Filmgeschichte nur zwölf Mal verliehen wurde) für Peggy Ann Garner. 1951 entstand eine Bühnenversion, die am Broadway aufgeführt wurde. 1947 wurde das Buch erstmals in deutscher Sprache herausgebracht. Weitere erfolgreiche Romane von Betty Smith sind Tomorrow will be better (1947), Maggie-Now (1949) und Joy in the Morning (1963). Jedes dieser Bücher erreichte die Top Ten der amerikanischen Buch-Bestsellerliste.
Betty Smith’ Eltern, John Wehner und Kate Hummel, waren beide Kinder deutscher Einwanderer.

## Bibliografie
- A Tree Grows in Brooklyn (1943)
  - deutsch: Ein Baum wächst in Brooklyn, Insel Verlag, Berlin 2018, ISBN 978-3-458-36380-4
- Tomorrow Will Be Better (1947)
- Maggie-Now (1958)
- Joy in the Morning (1963)
  - deutsch: Glück am Morgen, Insel Verlag, Berlin 2019, ISBN 978-3-458-17785-2